# 相ノ木駅
相ノ木駅（あいのきえき）は、富山県中新川郡上市町正印新にある富山地方鉄道本線の駅である。駅番号はT10。

## 歴史
- 1931年（昭和6年）9月1日：富山電気鉄道の泉駅（現在の越中泉駅）と上市口駅（現在の上市駅）の間に経田駅（きょうでんえき）として開業。現在の相ノ木駅から上市駅方向へ約700 mの位置にあった。
- 1936年（昭和11年）10月1日：この日より以前に駅名を相ノ木駅に改称（この日、富山電気鉄道の魚津駅（現在の新魚津駅） - 西三日市駅（現在の電鉄黒部駅）が開通し、同区間に同じ駅名を持つ経田駅が開業）。
- 1943年（昭和18年）1月1日：富山電気鉄道が富山県内の鉄道会社を合併し富山地方鉄道に社名を変更。
- 1944年（昭和19年）5月18日：相ノ木駅が廃止。
- 1949年（昭和24年）4月15日：相ノ木駅が現在地で『相ノ木停留場』として開業[1]。
  - なお、移転前の相ノ木駅とほぼ同位置には2013年（平成25年）12月26日に新相ノ木駅が開業した。
- 1971年（昭和46年）10月：新宮川駅などと共に会社より廃止方針が示される。その後、地元の反対等により存続となり現在に至る。

## 駅構造
単式ホーム1面1線を持つ地上駅。無人駅である。

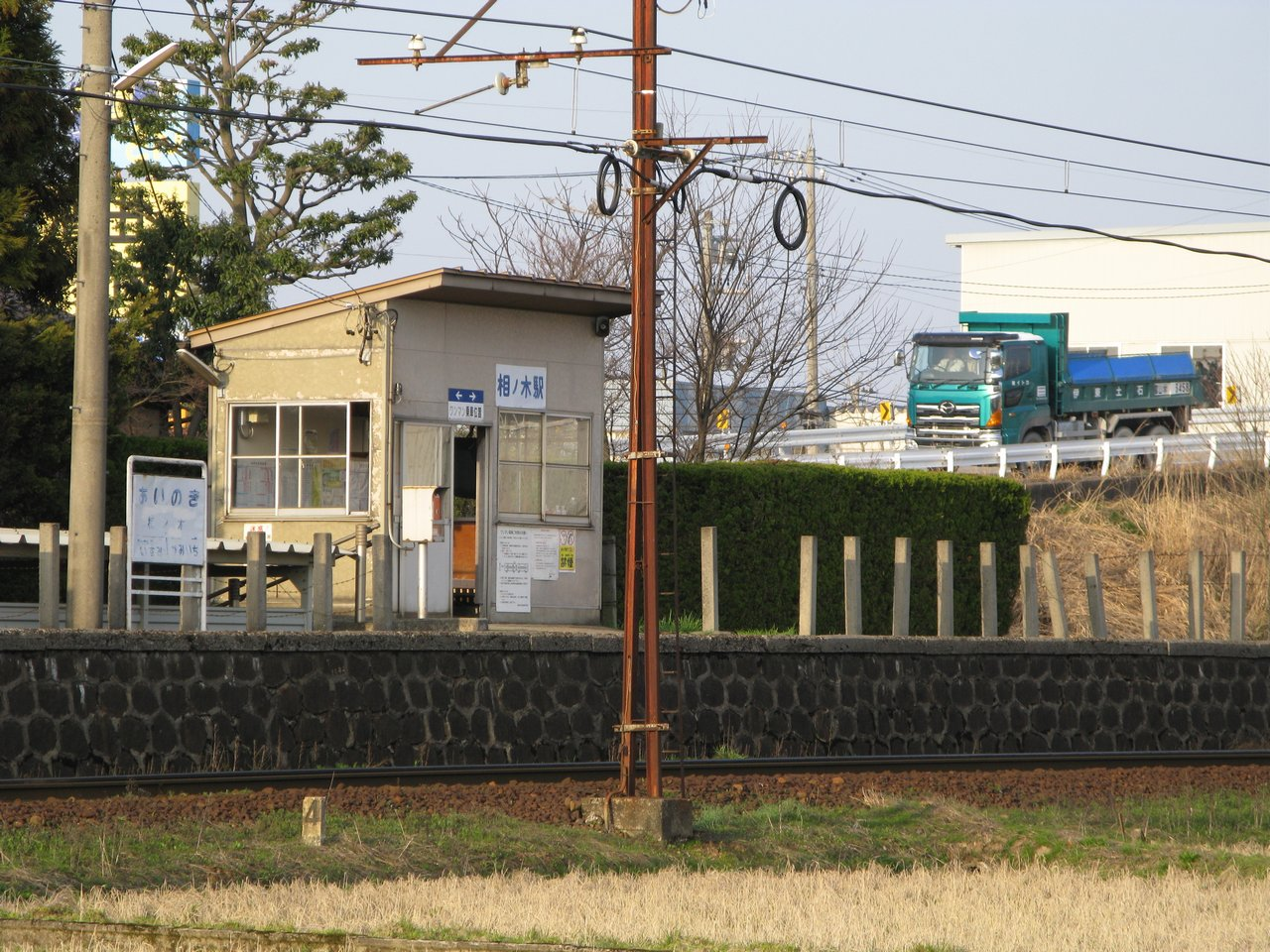
ホーム・待合室（2008年3月、駅敷地外から）

## 利用状況
近年の1日平均乗降人員は以下の通り。
| 年度   | 1日平均 乗降人員 |
| ------ | ---------------- |
| 2011年 | 196              |
| 2012年 | 202              |
| 2013年 | 219              |
| 2014年 | 221              |
| 2015年 | 230              |
| 2016年 | 237              |
| 2017年 | 238              |
| 2018年 | 245              |

## 駅周辺
すぐそばを北陸自動車道が横切り、近くにはガイナシティという商業施設もある。
- マクドナルド
- 本家かまどや
- シルク
- マックスバリュ
- 青木二階堂薬局
- ニチイ学館
- 丸紅エネルギー
- からしし
- コメリ
- 池田模範堂本社
- ダイナム上市店

## 隣の駅
富山地方鉄道
■本線
■アルペン特急・■急行
通過
■普通
越中泉駅 (T09) - 相ノ木駅 (T10) - 新相ノ木駅 (T11)